# SpeedStep
SpeedStep, Enhanced Intel SpeedStep Technology (EIST, EISST) – technologia firmy Intel pozwalająca na dynamiczną zmianę wartości mnożnika i napięcia pracy niektórych procesorów tej firmy.
Jest stosowana w celu zmniejszenia poboru mocy procesora, powodując również mniejsze wydzielanie ciepła i cichszą pracę systemu chłodzenia.

## Wymagania
Do korzystania z technologii wymagane są:
- procesor wyposażony w SpeedStep
- płyta główna z chipsetem: Intel® 910, Intel® 915x/925X/XE lub Intel® 945x/946x/955X/975, Intel® 965/963, Intel® P35/P45, Intel® X38/X48/X58, podstawką LGA1150 lub 1151
- BIOS obsługujący technologię EISST
- system operacyjny wspierający technologię EISST

## Procesory obsługujące SpeedStep
- Intel Core i7
- Intel Core i5
- Intel Core i3
- Intel Core 2
- Intel Core
- Pentium Dual Core
- Pentium III
- Pentium M
- Intel Atom
- Pentium D[2]